# HAŠK Zagreb
El HAŠK Zagreb (nom original Hrvatski Akademski Športski Klub) fou un club croat de futbol de la ciutat de Zagreb.

## Història

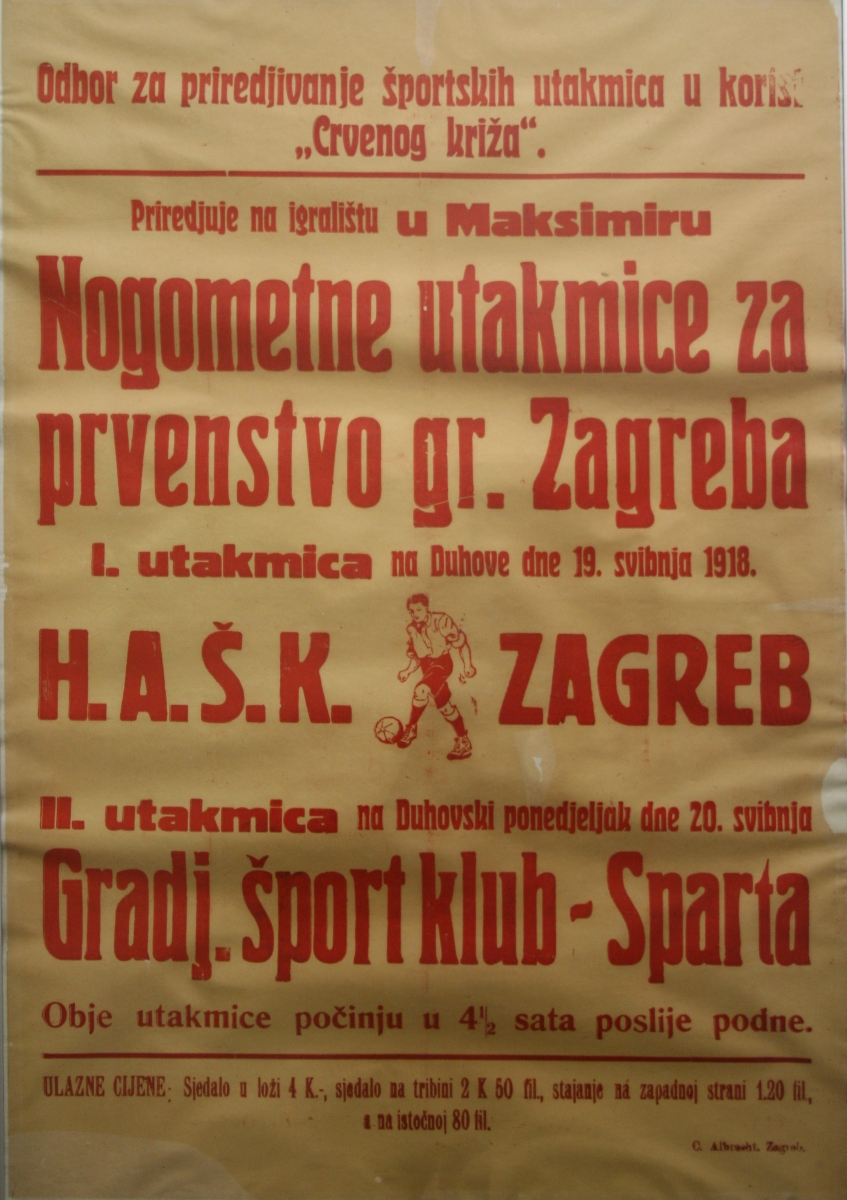
Pòster anunciant el partit entre HAŠK i GŠK Sparta el maig de 1918.

El club va ser fundat com una societat poliesportiva el novembre de 1903. L'esport més popular fou el futbol, introduït el 1904. El primer partit fou el 16 d'octubre de 1906 davant PNIŠK Zagreb (Prvi nogometni i športski klub Zagreb) amb empat a un. Guanyà la primera lliga organitzada a Croàcia l'any 1912 (que no arribà a finalitzar). L'any 1923 guanyà la primera edició de la Copa de Iugoslàvia. La temporada 1937-38 es proclamà campió de lliga. Aquest títol el permeté participar en la Copa Mitropa de 1938. L'any 1945 el club desaparegué en ser prohibit pel nou govern comunista. El nou club Dinamo Zagreb s'establí a l'estadi Maksimir

## Palmarès
- Lliga croata de futbol: 
  - 1912

- Lliga iugoslava de futbol: 
  - 1937-38

- Copa iugoslava de futbol: 
  - 1923

## Entrenadors
- 1913-15: František Koželuh
- 1932-33: Johann Strnad
- 1937-38: Zoltán Opata

## Presidents
- Vjekoslav Župančić (1943-1945)